# (14135) Cynthialang
(14135) Cynthialang (1998 RZ62) – planetoida z grupy pasa głównego asteroid okrążająca Słońce w ciągu 3,84 lat w średniej odległości 2,45 j.a. Odkryta 14 września 1998 roku.